# Mark Schlereth
Mark Frederick Schlereth (Anchorage, 25 gennaio 1966) è un ex giocatore di football americano statunitense che ha giocato nel ruolo di offensive guard nella National Football League (NFL). Fu scelto nel corso del decimo giro (263º assoluto) del Draft NFL 1989 dai Washington Redskins. Al college giocò a football all'Università dell'Idaho. Dopo il ritiro svolge il ruolo di analista per ESPN.

## Carriera professionistica
Schlereth fu scelto nel corso del decimo giro del Draft 1989 dai Washington Redskins. Disputò dodici stagioni nella NFL, sei con Washington (1989-1994) e sei coi Denver Broncos (1995-2000). Vinse tre Super Bowl (uno coi Redskins e due coi Broncos) e venne convocato per il Pro Bowl nelle stagioni 1991 e 1998.
Durante la sua carriera professionistica, Mark subì 29 operazioni chirurgiche. Venti di queste furono alle ginocchia, 15 al sinistro, 5 al destro. Dopo la tredicesima operazione al ginocchio sinistro nel 2000, l'allenatore dei Denver Broncos Mike Shanahan dichiarò: 
Schlereth ebbe altre due operazioni a quel ginocchio, prima di ritirarsi dopo la stagione 2000.

## Vittorie e premi

### Franchigia
- Super Bowl : 3

Washington Redskins: XXVI
Denver Broncos: XXXII, XXXIII
- National Football Conference Championship: 1

Washington Redskins: 1991
- American Football Conference Championship: 2

Denver Broncos: 1997, 1998

### Individuale
- Convocazioni al Pro Bowl: 2

1991, 1998
- Formazione ideale del 50º anniversario dei Denver Broncos

## Statistiche
| Partite totali      | 156 |
| Partite da titolare | 140 |
| Fumble recuperati   | 3   |